# Joseph Touchemoulin
Joseph Touchemoulin   (Chalon-sur-Saône, 23 d'octubre de 1727 - Ratisbona, 25 d'octubre de 1801) va ser un violinista i compositor francès de l' època clàssica que va treballar principalment a Bonn i Regensburg.

## Biografia
Nascut a Chalon-sur-Saône, Joseph Touchemoulin, fill de l'oboista Louis Touchemoulin i de la seva dona Jeanne Roulot, havia estat treballat com a violinista a la cort de l'elector de Colònia de Baviera a Bonn des de ben jove. Això li va permetre estudiar a Itàlia, on va ser ensenyat per Giuseppe Tartini, que va ser qui va inspirar Touchemoulin a desenvolupar les seves habilitats compositives. Va tornar a Bonn el 1753, on el seu sou va ser augmentat a 1.000 fl. el març de 1753. L'any següent, una de les seves simfonies es va representar amb èxit al Concert Spirituel de París el 15 d'agost. El 4 de febrer de 1761, va ser nomenat mestre de capella a Bonn, en lloc del cantant més gran Ludwig van Beethoven (1712-1717), avi del compositor amb el mateix nom, en contra de la pràctica acostumada. Però només dos dies després va morir l'Elector. La meitat dels sous del músic foren reduïts per part del seu successor Maximilian Friedrich von Königsegg-Rothenfels motiu que va obligar a Touchemoulin a dimitir i a ocupar un càrrec a la cort dels prínceps de Thurn i Taxis de Regensburg aquell mateix any, i que va conservar fins al final de la seva vida. - primer com a violinista (com a col·lega de František Xaver Pokorný), després com a principal Kapellmeister després de la mort de Joseph Riepel el 1782.
Va morir a Regensburg el 25 d'octubre de 1801 on es conserva la seva làpida a l'abadia de Saint Emmeram.